# Rentierbaby
Rentierbaby (Originaltitel: Baby Reindeer) ist eine britische Drama-Thriller-Miniserie, die von Richard Gadd entwickelt wurde und in der er selbst die Hauptrolle spielt. Die Serie ist eine Adaption von Gadds gleichnamiger autobiografischer One-Man-Show und basiert auf Erfahrungen in Gadds wirklichem Leben, als er in seinen Zwanzigern verfolgt und sexuell missbraucht wurde. Unter der Regie von Weronika Tofilska und Josephine Bornebusch spielen Gadd, Jessica Gunning, Nava Mau und Tom Goodman-Hill.
Die Serie besteht aus sieben Episoden, die alle gleichzeitig am 11. April 2024 auf Netflix publiziert wurden. Sie wurde von der Kritik gelobt und hatte auf der Plattform hohe Einschaltquoten.

## Handlung
Die Geschichte basiert auf der Erfahrung des Autors Richard Gadd, der in seinen Zwanzigern von einer Kundin in dem Pub, in dem er arbeitete, verfolgt und von einem Comedy-Autor, der ihn unter seine Fittiche nahm, sexuell missbraucht wurde. Daraufhin schrieb Gadd eine One-Man-Show, die auf diesen Erfahrungen beruhte und aus der er die Serie entwickelte.

## Besetzung und Synchronisation
Die deutschsprachige Synchronisation entstand nach den Dialogbuch und Dialogregie von Mike Betz durch die Synchronfirma VSI Synchron GmbH.

### Hauptdarsteller
| Rolle            | Schauspieler     | Synchronsprecher  |
| ---------------- | ---------------- | ----------------- |
| Donny Dunn       | Richard Gadd     | Ozan Ünal         |
| Martha Scott     | Jessica Gunning  | Bianca Krahl      |
| Teresa 'Teri'    | Nava Mau         | Katja Hiller      |
| Gino             | Danny Kirrane    | Thomas Wenke      |
| Francis          | Hugh Coles       | Amadeus Strobl    |
| Darrien O’Connor | Tom Goodman-Hill | Thomas Nero Wolff |

### Nebendarsteller
| Rolle           | Schauspieler          | Synchronsprecher  |
| --------------- | --------------------- | ----------------- |
| Liz             | Nina Sosanya          | Katrin Zimmermann |
| Greggsy         | Michael Wildman       | Peter Sura        |
| Officer Daniels | Thomas Coombes        | -                 |
| Keeley          | Shalom Brune-Franklin | Lin Gothoni       |

## Episodenliste
Die komplette Staffel wurde am 11. April 2024 auf Netflix sowohl im Original als auch auf Deutsch erstveröffentlicht.
| Nr. (ges.) | Nr. (St.) | Deutscher Titel | Originaltitel | Regie                | Drehbuch     |
| --- | --------- | --------------- | ------------- | -------------------- | ------------ |
| 1 | 1         | Folge 1         | Episode 1     | Weronika Tofilska    | Richard Gadd |
| Im Jahr 2015 gibt der erfolglose Komiker Donny Dunn in einem Pub in London einer verzweifelten Kundin kostenlos eine Tasse Tee. Die Kundin, Martha Scott, wird zur Stammkundin, behauptet, sie sei eine reiche Anwältin und unterhält Donny mit diversen Geschichten. Sie wird zunehmend kokett und nennt ihn „Rentierbaby“ und gibt ihm auch andere Spitznamen. Sie beginnt, ihm täglich Hunderte von E-Mails zu schicken, was ihn zunehmend beunruhigt. Widerwillig lädt er sie auf einen Kaffee ein, ist aber sehr irritiert, als Martha einen Wutausbruch hat und zu schreien beginnt. Er folgt ihr nach Hause und stellt fest, dass sie in einer unaufgeräumten Wohnung in einer Sozialsiedlung lebt, und flüchtet, nachdem sie ihn bemerkt hat. Martha sieht dies als eine Entwicklung in ihrer Beziehung an. Sie taucht uneingeladen bei Donnys Auftritt bei einem lokalen Comedy-Wettbewerb auf, und ihre Unterbrechungen verhelfen ihm zu einem Platz im Halbfinale. Sie gesteht Donny ihre Liebe, rastet erneut aus, als er versucht, sie höflich zu beruhigen, und schickt ihm eine Freundschaftsanfrage auf Facebook. Donny findet heraus, dass sie eine verurteilte Stalkerin ist. Dennoch nimmt er ihre Freundschaftsanfrage an. |           |                 |               |                      |              |
| 2 | 2         | Folge 2         | Episode 2     | Weronika Tofilska    | Richard Gadd |
| Donny hat sich heimlich mit Teri, einer amerikanischen Transgender-Therapeutin, getroffen. Obwohl er einen trans Partner sucht, schämt sich Donny für seine Gefühle und hat Teri deshalb erzählt, er sei ein Bauunternehmer und heiße Tony. Marthas Stalking wird immer intensiver. Sie kommentiert jedes Foto auf Donnys Facebook-Profil und schickt eifersüchtige und belästigende Nachrichten an seine Ex-Freundin Keeley, deren Mutter Liz Donnys Vermieterin ist. Martha beginnt, ihm nach seinen Schichten im Pub nach Hause zu folgen. Teri ermutigt Donny, zur Polizei zu gehen, aber er weigert sich, weil er glaubt, Martha sei harmlos. Er versucht, seine Kollegen dazu zu bringen, ihr im Pub ein Hausverbot zu geben, indessen aber schickt einer von ihnen ihr eine Antwort von Donnys Mailaccount, in der er sie scherzhaft um Analsex bittet, so dass sie glaubt, er erwidere ihre Gefühle. Donny hat ein erfolgreiches Date mit Teri, während er auf Kokain ist, aber als sie ihn bittet, sie in der Öffentlichkeit zu küssen, gerät er in Panik und lässt sie in der U-Bahn stehen. Als er nach Hause geht, folgt ihm Martha, drückt ihn gegen eine Wand und befummelt ihn im Schritt. |           |                 |               |                      |              |
| 3 | 3         | Folge 3         | Episode 3     | Weronika Tofilska    | Richard Gadd |
| Donny gesteht Teri seinen richtigen Namen und Beruf, worauf sie ihn wütend auffordert, zu gehen. Martha freundet sich unter falschem Namen mit Liz an und hinterlässt ein Foto von sich in Unterwäsche in Donnys Schlafzimmer. Donny droht ihr mit der Polizei, woraufhin sie das Haus verlässt, um dann dauerhaft an einer Bushaltestelle gegenüber seiner Wohnung zu erscheinen. Donny hat Mitleid mit Martha, als er sie eines Nachts vor Kälte erstarrt dort vorfindet, bittet sie aber, ihn in Ruhe zu lassen, und stellt es als Trennung dar, um ihr einen Abschluss zu ermöglichen. Marthas Kontakt zu Donny bricht kurzzeitig ab. Teri aber taucht beim Comedy-Halbfinale auf und möchte Donny eine zweite Chance geben. Sein Auftritt wird unterbrochen, weil Martha beginnt, aus dem Publikum dazwischenzurufen und wiederum einen heftigen Wutanfall bekommt, als er sie von der Bühne aus verhöhnt. Sie wird hinausgeworfen, versucht aber später, in seine Garderobe einzubrechen und ihn und Teri zu verfolgen. Teri und Donny beschließen, ihre Beziehung wieder aufzunehmen. Ihr Date wird aber unterbrochen, als Martha hereinstürmt, Teri angreift und ihr Haare ausreißt. |           |                 |               |                      |              |
| 4 | 4         | Folge 4         | Episode 4     | Weronika Tofilska    | Richard Gadd |
| Nach sechs Monaten versucht Donny, Martha bei der Polizei zu melden. Als der Beamte ihn fragt, warum er so lange gebraucht hat, um sie anzuzeigen, erinnert er sich an einige Jahre zuvor. Als junger Komiker hatte er eine zufällige Begegnung mit Darrien, dem Autor einer erfolgreichen Fernsehshow, der mit einigen von Donnys Comedy-Idolen gearbeitet hat. Darrien ist sein Mentor und ermutigt ihn, nach London zu ziehen, um dann plötzlich aus seinem Leben zu verschwinden. Donny zieht nach Oxford und besucht die Schauspielschule, wo er Keeley kennenlernt und mit ihr zusammenzieht. Er erhält einen Anruf von Darrien und beginnt unter seiner Anleitung den Anfang für eine Fernsehserie zu schreiben. Darrien ermutigt Donny zum Drogenkonsum und bedrängt ihn sexuell, während er high ist. Donny merkt nicht, dass Darrien ihn missbraucht, und verbringt regelmäßig „Arbeitssitzungen“ mit reichlich Drogenkonsum am Wochenende in Darriens Wohnung, was sich auf seine Beziehung zu Keeley auswirkt. Während eines dieser Drogenexzesse wird Donny ohnmächtig, und er wird von Darrien vergewaltigt, während er auf LSD und GHB ist. Donny verlässt Darrien schließlich, aber seine Beziehung zu Keeley zerbricht. Er merkt, dass er sich zu Männern hingezogen fühlt, verbindet seine Gefühle aber mit dem Übergriff und schämt sich, woraufhin er mit einer Vielzahl von Partnern Geschlechtsverkehr hat. In der Gegenwart versäumt es Donny aufgrund seiner Schuldgefühle wegen Darriens Übergriff und weil er ihn nicht angezeigt hat, der Polizei Details von Marthas Stalking zu geben. |           |                 |               |                      |              |
| 5 | 5         | Folge 5         | Episode 5     | Josephine Bornebusch | Richard Gadd |
| Martha erhält Hausverbot, nachdem sie ihm während seiner Arbeit im Pub eine Szene gemacht hat. Nachdem sie auch noch Keeley auf der Straße angegriffen hat, fordert Liz Donny auf, auszuziehen. Er zieht in eine neue Wohnung mit Freunden von der Schauspielschule, muss aber zu seinem Entsetzen feststellen, dass sie jede Nacht Drogenpartys veranstalten. Er verbringt immer mehr Zeit mit Teri, versteckt sich in ihrer Wohnung und outet sich ihr gegenüber zum ersten Mal als bisexuell. Ihre Beziehung leidet unter ihrem Trauma wegen Marthas Angriff und seiner Unfähigkeit, eine Erektion zu bekommen, verursacht durch seine Traumata von Martha und Darrien. Teri überredet ihn, Martha erneut anzuzeigen. Auf dem Revier bringt er schließlich einen Beamten dazu, Informationen über Martha im Internet zu suchen. Als die Polizei feststellt, dass sie bereits vorbestraft ist, nimmt sie den Fall plötzlich sehr ernst. Martha stellt sich der Polizei und bricht den Kontakt zu Donny ab. Dennoch ist er von ihr besessen und masturbiert sogar zu dem Foto, das sie bei ihm im Zimmer hinterlassen hatte. Dies hilft ihm, seine Potenzprobleme zu überwinden. Er hat Sex mit Teri, und ihre Beziehung verbessert sich. Seine Mutter versucht ihn zu erreichen und hinterlässt ihm eine verzweifelte Sprachnachricht, nachdem sie von Martha erfahren hat, dass Donny nach einem Unfall im Krankenhaus liege. |           |                 |               |                      |              |
| 6 | 6         | Folge 6         | Episode 6     | Josephine Bornebusch | Richard Gadd |
| Donny ist entsetzt, als er feststellt, dass Martha begonnen hat, seine Eltern zu belästigen, und seinen Vater beschuldigt, pädophil zu sein, was ihm viel Ärger bei seiner Arbeitsstelle einbringt. Nachdem die Polizei nicht weiterhelfen kann, versucht Donny, Martha dazu zu bringen, gegen das Kontaktverbot zu verstoßen. Martha hat jedoch alle ihre Interaktionen aufgezeichnet, und er wird von der Polizei verwarnt. Daraufhin trennt sich Teri von ihm. Am Tag bevor Donny im Finale des Comedy-Wettbewerbs auftreten soll, kehrt Martha in Donnys Pub zurück, um ihn wieder zu belästigen. Als er sie auf ihre früheren Stalking-Vorwürfe anspricht, greift sie ihn an und schlägt ihm ein Glas ins Gesicht. Seine Mitarbeiter überzeugen Donny, keine Anzeige zu erstatten, da dies ihre Misswirtschaft in der Kneipe aufdecken würde, und er willigt ein. Beim Wettbewerb unterbricht Donny seinen Auftritt, nachdem ein Witz nicht ankommt. Stattdessen bricht er auf der Bühne zusammen und gesteht dem Publikum in aller Offenheit seine Schuld, seine Scham und seinen Selbsthass nach der Vergewaltigung, dem Stalking und dem schlechten Umgang mit seiner Beziehung zu Teri, bevor er das Theater verlässt. |           |                 |               |                      |              |
| 7 | 7         | Folge 7         | Episode 7     | Josephine Bornebusch | Richard Gadd |
| Ein Video von Donnys Geständnis geht im Internet viral und verschafft ihm einen erheblichen Karriereschub. Er richtet eine Abwesenheitsnachricht in seiner E-Mail ein, die seine Telefonnummer enthält, was dazu führt, dass Martha zum ersten Mal Zugang zu seinem Telefon erhält. Sie ruft ihn an und droht, seinen Eltern von seiner Vergewaltigung und Sexualität zu erzählen. In der Hoffnung, ihr zuvorkommen zu können, reist er nach Fife in Schottland und erzählt seinen Eltern alles. Sein Vater gesteht, dass auch er sexuell missbraucht wurde, und Donny verbringt eine tröstliche Woche mit seiner Familie. Martha beginnt, Donny ununterbrochen anzurufen und hinterlässt ihm hunderte von Sprachnachrichten. Die Polizei rät ihm, die Sprachnachrichten abzuhören und die Drohungen zu melden. Im Laufe der Monate wird seine Angewohnheit, Marthas Sprachnachrichten abzuhören, zu einer Obsession, denn er beginnt erneut, sie zu bemitleiden und katalogisiert ihre Nachrichten. Nachdem sie jedoch droht, seine Eltern abzustechen, zeigt er sie schließlich an und sie wird verhaftet. Martha wird zu neun Monaten Gefängnis und fünf Jahren Bewährung verurteilt. Donny sieht sie nie wieder. Donny kämpft damit, sich in einer Welt ohne Marthas ständige Anwesenheit zurechtzufinden, zieht sich zurück und rekonstruiert die Abfolge von Ereignissen in seiner Beziehung zu Martha. Seine Mitbewohner rufen Keeley an, die sich Sorgen um seine geistige Gesundheit macht und ihn bittet, wieder in Liz’ Haus zu ziehen. Als er wieder einzieht, findet er das Drehbuch, das er für Darrien geschrieben hat. In einem Versuch, einen Schlussstrich zu ziehen, geht er zu Darriens Wohnung, aber anstatt ihn zu konfrontieren, unterhält er sich höflich mit ihm. Darrien, der Donnys Geständnis-Video gesehen hat, bietet ihm einen Job als Autor an. Donny nimmt an, hat aber eine Panikattacke, nachdem er gegangen ist. In einer Kneipe hört er eine Sprachnachricht ab, in der Martha erklärt, warum sie ihn „Rentierbaby“ nennt: Er erinnert sie an ein Stofftier, das sie umarmte, wenn sich ihre Eltern stritten – die einzige positive Erinnerung an ihre Kindheit. Donny fängt an zu weinen, holt seinen Drink und stellt fest, dass er seine Brieftasche vergessen hat. Der Barkeeper, der Mitleid mit Donny hat, gibt ihm einen Drink aufs Haus, in Anlehnung an Donnys erste Begegnung mit Martha. |           |                 |               |                      |              |

## Auswirkungen und Spekulationen
Richard Gadd rief auf Instagram dazu auf, nicht über die Identität von Martha und Darrien zu spekulieren, nachdem manche begonnen hatten, nach diesen zu suchen. Der britische Regisseur, Autor, Komiker und Schauspieler Sean Foley wandte sich an die Polizei, nachdem er auf Reddit und TikTok beschuldigt wurde, die Person zu sein, die Gadd sexuell missbraucht hatte. Laut Foley gab es „verleumderische, beleidigende und bedrohende“ Online-Posts über ihn. Laut Gadd seien die Spekulationen um Foley ungerechtfertigt.
Fiona Harvey, die Frau, auf der die Rolle der Martha mutmaßlich basiert, gab Ende April 2024 an, dass sie plane, rechtliche Schritte gegen Gadd und den Streamingdienst Netflix einzuleiten. Der Frau zufolge habe Gadd nicht genug getan, um ihre Identität zu verbergen, und sie habe Morddrohungen von Fans der Serie erhalten. Außerdem bestreitet sie, eine Stalkerin zu sein, und gab in einem Interview mit der britischen Zeitung Daily Mail an, dass sie das „wahre Opfer“ sei. Am 9. Mai 2024 ließ sie sich von Piers Morgan für dessen YouTube-Sendung Piers Morgan Uncensored interviewen. In diesem Interview sagte sie, sie habe die Serie nicht gesehen, halte sie aber dennoch für „verleumderisch“. Anfang Juni 2024 reichte Fiona Harvey in dem Zusammenhang beim Bundesgericht in Los Angeles eine Schadensersatzklage ein.

## Auszeichnungen
Emmy
- 2024
  - Auszeichnung: Beste Miniserie
  - Auszeichnung: Bester Hauptdarsteller – Miniserie oder Fernsehfilm (für Richard Gadd)
  - Auszeichnung: Beste Nebendarstellerin – Miniserie oder Fernsehfilm (für Jessica Gunning)
  - Nominierung: Bester Nebendarsteller – Miniserie oder Fernsehfilm (für Tom Goodman-Hill)
  - Nominierung: Beste Nebendarstellerin – Miniserie oder Fernsehfilm (für Nava Mau)